# Daseuplexia lageniformis
Daseuplexia lageniformis là một loài bướm đêm trong họ Noctuidae.